# Кино, Эусебио
Эусебио Франческо Кини, более известен под испанским именем Эусебио Франсиско Ки́но (итал. Eusebio Francesco Chini, исп. Eusebio Francisco Kino; 10 августа 1645, Predaia, Трентское епископство, Священная Римская империя — 15 марта 1711, Магдалена-де-Кино, Новая Испания) — итальянский миссионер, монах Ордена иезуитов, астроном, картограф, географ. Большую часть жизни провёл в Мексике (тогда — вице-королевство Новая Испания). Один из первых исследователей Юго-Запада современных США и Мексики. Основатель более 20 поселений и городов, известен также деятельностью среди индейцев, множество которых было им обращено в христианство.

## Биография
Родился в Итальянских Альпах близ Тренто, в семье плотника. В детстве, по-видимому, отличался необыкновенными способностями; родители отправили его в иезуитскую школу. Получив элементарное образование, поступил в иезуитскую коллегию в Инсбруке (Австрия), где особенно увлекался математикой и химией. В двадцатилетнем возрасте принял монашество.
Способности Кино привлекли внимание Герцога Баварского, предложившего ему профессорское место в университете Ингольштадта, но Кино влекло миссионерство. Он просил руководство ордена направить его в Китай, однако вакансии были в миссиях на Филиппины и в Мексике. При жеребьёвке, обетом Кино стало просвещение мексиканцев.
В 1678 году вместе с 18 коллегами, Кино отплыл из Генуи в Кадис, но опоздал к отплытию Королевского каравана в Мексику. Следующей оказии пришлось дожидаться два года, в течение которых Кино основательно изучил испанский язык. Только в 1680 году миссионеры отправились в Мексику, но судно село на мель в гавани, и было разбито штормом. Лишившись всего имущества, Кино вынужден был ждать ещё полгода, пока не представилась третья возможность отправиться в Новый Свет.
Кино предстояло проповедовать на полуострове Калифорния, который в тот период был почти неизвестен, несмотря на неоднократные попытки колонизовать его, предпринимаемые ещё со времён Кортеса. Кино в первый раз увидел свою епархию в 1683 году, находясь на судне адмирала Исидро де Атондо-и-Атильона, однако сопротивление местного населения вынудило их уйти в Синалоа.
В конце 1683 года Кино основал свою первую миссию — Сан-Бруно, близ современного Лорето. Всего за год Кино удалось обратить индейцев, живших на Калифорнийском побережье, он смог изучать их языки и обычаи. Однако адмирал Исидро де Атондо счёл это место непригодным для колонизации, и объявил эвакуацию, несмотря на протесты миссионеров.
В 1686 году встал вопрос о присоединении всей Калифорнии к испанским владениям. Инициатором предприятия был Исидро де Атондо и сам Кино, который предложил руководству ордена финансировать предприятие, но получил отказ (впрочем, ему обещали посылать требуемое число миссионеров).
В третий раз Кино отправился в Калифорнию в 1687 году, основав миссию в Лорето, но из-за ожесточённого сопротивления индейцев был вынужден возвратиться.

## Миссионерская и научная деятельность

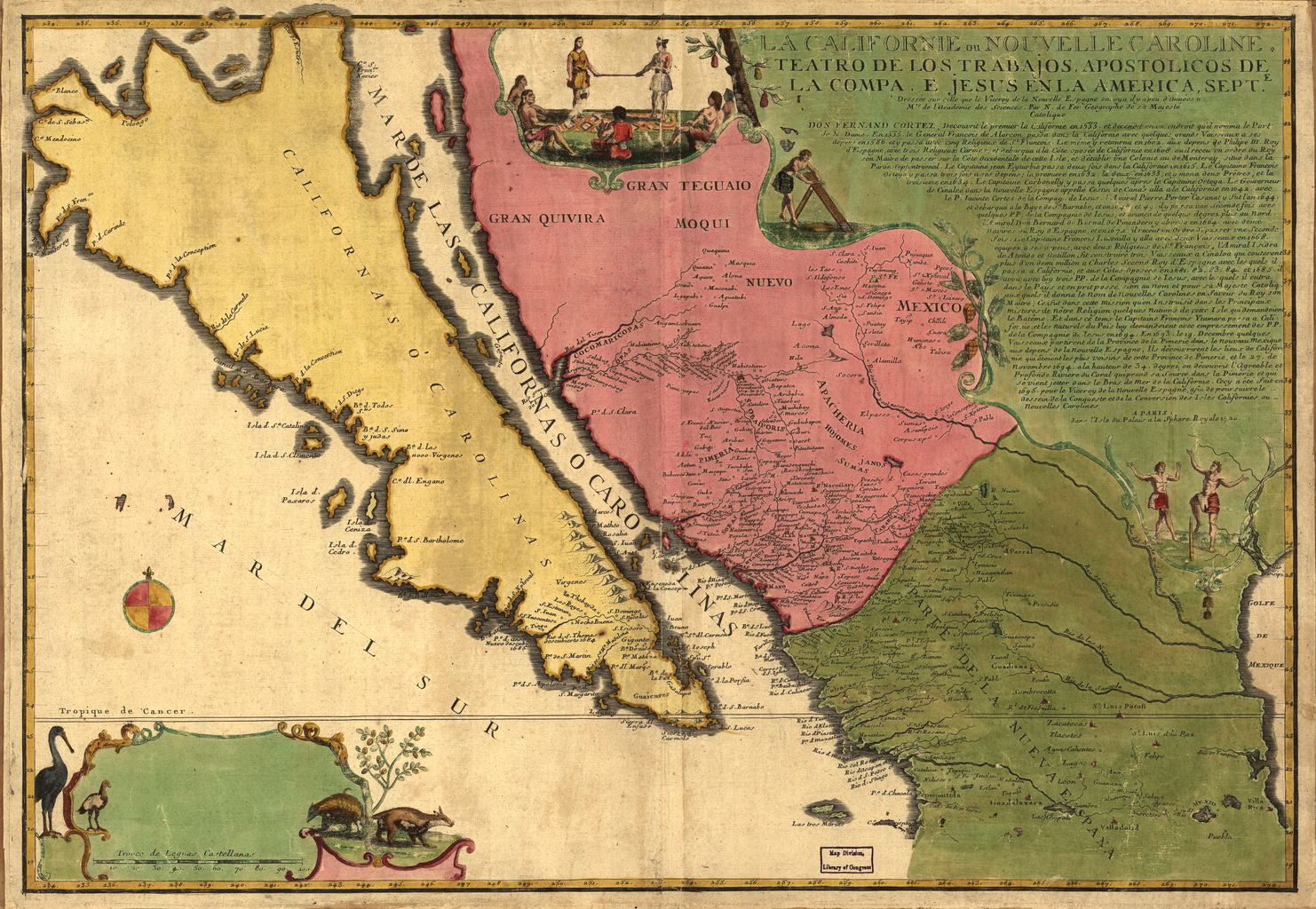
Карта по эскизу Э. Кино 1696 года «Калифорния или Новая Каролина. Место Апостольской деятельности Общества Иисуса в северной Америке». Выполнил и раскрасил Николя де Фер в 1720 году

В 1687 году Кино навсегда покинул колонизированные области Мексики, и до самой кончины в 1711 года странствовал по юго-западу современных США, включая Аризону. Его усилиями вся эта территория, вплоть до реки Рио-Гранде, была включена в состав Новой Испании.
Его главные миссии располагались на территории пустыни Сонора (Новая Наварра) и Аризоны. Здесь Кино проявил свои многообразные таланты: обучил местных индейцев земледелию и скотоводству, необходимым ремёслам. Кино доказал, что Калифорния является полуостровом, а за картографирование огромной территории (130 тыс. кв. км.) получил титул королевского космографа. На этом посту пытался создать теорию комет, дискутируя с Карлосом Сигуэнса-и-Гонгора.
Основал следующие миссии (не считая более мелких):
- La Misión de Nuestra Señora de los Dolores, Сонора.
- La Misión de Nuestra Señora de los Remedios, Сонора
- La Misión de Nuestra Señora del Pilar y Santiago de Cocóspera, Сонора
- La Misión de San Ignacio de Cabórica, Сонора
- La Misión de San Pedro y San Pablo de Tubutama, Сонора
- La Misión de La Purísima Concepción de Nuestra Señora de Caborca, Сонора
- La Misión de San Diego del Pitiquí. Pitiquito, Сонора
- La Misión de San Cayetano de Tumacácori, Аризона
- Las Misiones del Alto Santa Cruz: комплекс миссий по обе стороны границы Соноры и Аризоны
- Las Visitas del Río Altar, Сонора
- La Misión de San Xavier del Bac, Сонора

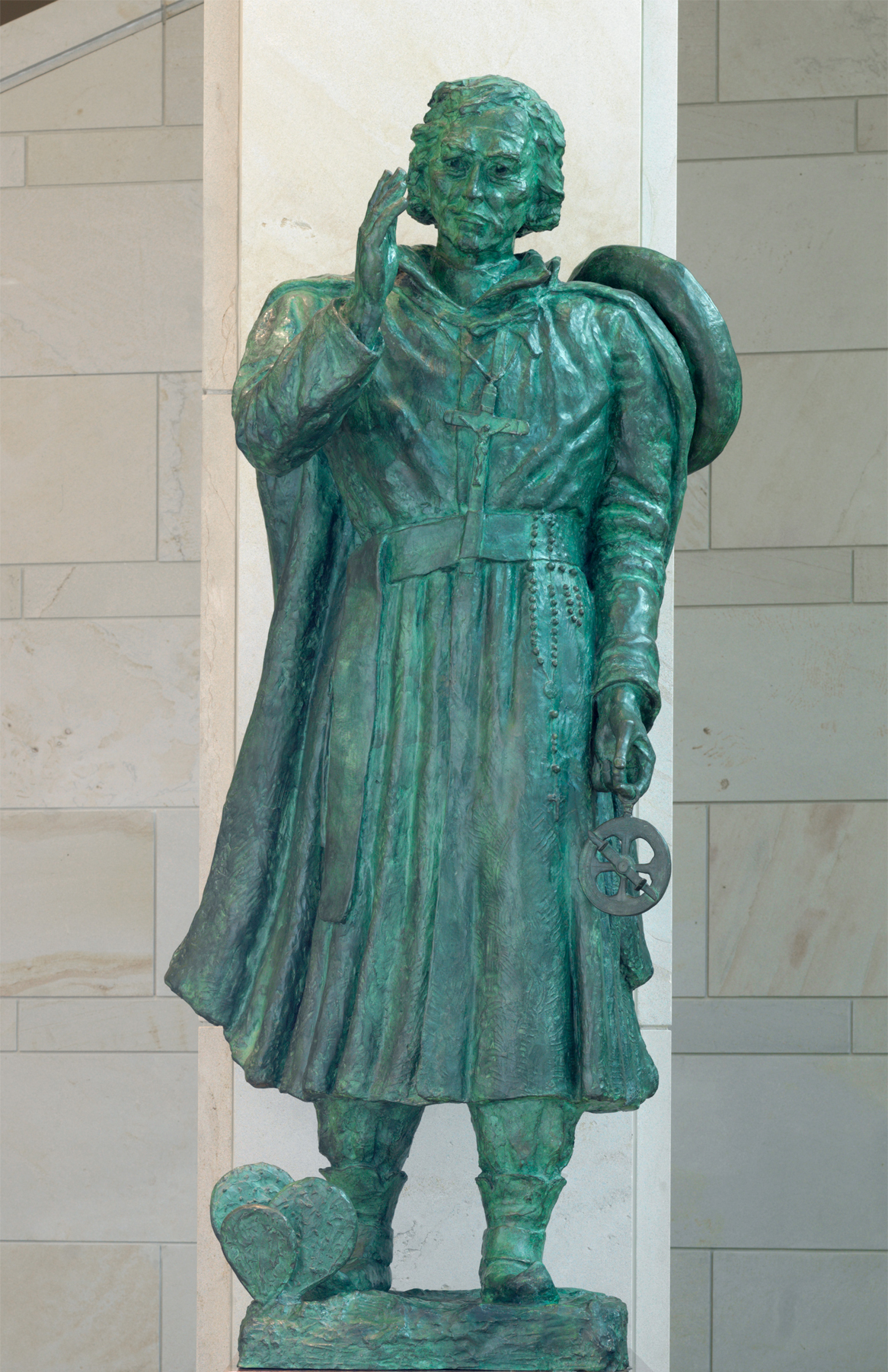
Статуя Кино в National Statuary Hall, Капитолий, Вашингтон

## Примечательные факты
- После кончины, его могила была утеряна. Останки Эусебио Кино были обнаружены в 1966 г., и захоронены в заново построенном мавзолее. Власти штата Аризона ещё в 1961 г. подали прошение Конгрессу США об увековечении памяти Кино, в результате чего статуя Кино украсила здание Капитолия.
- Именем Кино названы два города: Байя-Кино и Магдалена-Кино в штате Сонора.
- В честь Кино назван сорт мексиканского столового вина.

## В кино
- «История падре Кино» (Mission to Glory: A True Story) — режиссёр Кен Кеннеди (США, 1977); в роли падре Кино — Ричард Иган.
- «Падре Кино: Легенда о чёрном монахе» (Kino) — режиссёр Фелипе Касальс (Мексика, 1993); в роли падре Кино — Энрике Роча.